# Revolver (Film)
Revolver ist ein Action-Drama des Autors und Regisseurs Guy Ritchie aus dem Jahre 2005, in dem Jason Statham die Hauptrolle spielt. Es erschien in Deutschland am 20. November 2008 direkt auf DVD.

## Handlung
Dorothy Macha ist in der gesamten Stadt an illegalen Spielen beteiligt. Diese Unterweltspiele kontrolliert er mithilfe dreier Schläger, die als die drei Eddies auftreten.
Green, der sieben Jahre in Einzelhaft verbringt, weil er Macha deckt, als dessen Schläger seine Schwägerin erschießen, taucht nach seiner Entlassung unerwartet bei Macha auf und fordert ihn in einem Glücksspiel heraus. Macha lässt sich darauf ein, in der Annahme, dass Green ihn gewinnen lässt. Green gewinnt jedoch das Spiel und bietet daraufhin Macha ein „Doppelt oder Nichts“-Spiel an, das er ebenfalls gewinnt. Als einer seiner Leute den Gewinn mitnehmen will, kommt es zu einer Schießerei, bei der Green jedoch nicht verletzt wird und das Casino verlassen kann.
Während seines Gefängnisaufenthaltes erlernte Jake Green durch das Buch Mathematische Struktur der Quantenmechanik eine spezifische Strategie, um jedes Spiel zu gewinnen (im Film Die Formel genannt). Gleichzeitig erschafft er sich zwei Alter Egos, denen er die Namen Zach und Avi gibt. Ein Schachmeister und ein genialer Trickbetrüger, Eigenschaften also, die er selbst verkörpert, was sich dem Zuschauer aber erst durch schnelle Rückblenden kurz vor Ende des Films erschließt, als sich herausstellt, dass seinen Gegenspieler, den Mafioso Macha, eine ähnliche Paranoia plagt. Green bildet sich ein, dass seine imaginären Mithäftlinge ausbrachen und versprochen hätten, ihn mitzunehmen, was aber unterblieb. Später sagten sie (bzw. sein imaginäres Gewissen) ihm, sie hätten ihn immer mitnehmen wollen, fragten aber gleichzeitig, ob er auch bereit gewesen wäre, den Preis dafür zu bezahlen, nämlich die Rückgabe des ergaunerten Geldes. Mr. Gold ist entweder ebenfalls eine weitere Facette von Greens Phantasie oder eine Metapher für den König des Schachspiels: Im Film wird ständig auf ein Spiel hingewiesen, das im Wesentlichen zwischen Macha und Green ausgetragen wird. Green ist schwarz, Macha ist weiß und jede Aktion der beiden ist ein Schachzug, den es zu parieren gilt.

## Kritiken
- Einige wenige Kritiker lobten Guy Ritchies visuelle Darstellung, Musik, Timing und Dialoge, die er in den Film einbaute, und attestierten ihm einen Bruch mit seinem vorherigen Stil. In vielen Kritiken findet man, dass der Film schwierig zu verstehen sei und gegebenenfalls mehrfach angeschaut werden sollte, um ihn vollends zu verstehen.[1]
- Auf der Plattform Rotten Tomatoes waren allerdings nur 17 % der abgegebenen Beurteilungen positiv.[2]
- In den britischen Kinos hatte der Film keinen großen Erfolg, demzufolge schaffte er es nicht in die deutschen Kinos, sondern wurde am 20. November 2008 in Deutschland und Österreich direkt auf DVD veröffentlicht.[3]

## Soundtrack
Laut Regisseur Guy Ritchie sollte die Musik ursprünglich so ähnlich werden wie die der vorausgegangenen Filme Bube, Dame, König, grAS und Snatch – Schweine und Diamanten, jedoch entschied er sich im Laufe der Produktion für mehrere neue Kompositionen.
Die Musik selbst ist eine experimentelle Kombination aus Acid Jazz, Synth Rock und Neuer Musik. Dabei sind unter anderem Beethovens Mondscheinsonate, ein Remix aus 2raumwohnung und Ennio Morricones Stück Mucchio Selvaggio zu hören und es kommen an mehreren Stellen des Filmes Teile des Lacrimosa aus Mozarts Requiem (KV626) vor. Wiederholt besonders unterschwellig eingesetzt, findet sich der treibende Bass von Richie Hawtins „Plastikman – Ask Yourself“ im Film wieder.